# Tam, gdzie nie chadzają anioły (film)
Tam, gdzie nie chadzają anioły (ang.  Where Angels Fear to Tread) – brytyjski melodramat z 1991 roku w reżyserii Charlesa Sturridge’a. Ekranizacja powieści Tam, gdzie nie chadzają anioły Edwarda Morgana Forstera.

## Fabuła
Na początku XX w. wdowa Lilia Herriton i Caroline Abbott, pochodzące z brytyjskich wyższych sfer wyjeżdżają do Monteriano w Toskanii. Tam Lilia poślubia Gino Carellę. Jej rodzina jest sceptyczna względem nowego męża. Sama również orientuje się, że popełniła błąd, ponieważ mąż zaniedbuje ją i zdradza. Dodatkowo kobieta odkrywa, że jest w ciąży. Lilia umiera przy porodzie. Caroline postanawia przysposobić niemowlę, ale rodzina Herritonów jest temu przeciwna, ponieważ uważa, że dziecko powinno być wychowywane w ich domu.

## Obsada
- Judy Davis jako Harriet Herriton
- Rupert Graves jako Philip Herriton
- Helen Mirren jako Lilia Herriton
- Helena Bonham Carter jako Caroline Abbott
- Giovanni Guidelli jako Gino Carella
- Barbara Jefford jako pani Herriton
- Vass Anderson jako pan Abbott
- Thomas Wheatley Pan Kingcroft
- Sophie Kullmann jako Irma
- Sylvia Barter jako Theobald[2]

## Produkcja
Zdjęcia kręcono w Montepulciano, San Gimignano i Cuna (prowincja Siena).